# Каменни метеорити
Каменните метеорити са метеорити, съставени предимно от силикати и съставляват по-голямата част от находките, намерени на Земята. Разделени са на два основни вида – хондрити, съставени от някои от най-старите материали в Слънчевата система, и ахондрити, включващи метеорити от астероиди, Марс и Луната. И единият и другият вид имат много групи и подгрупи, класифицирани въз основа на техния състав, структура и минералите, които съдържат.

## Произход
Класификацията на метеоритите се основава предимно на наблюдаваните характеристики. Само защото някои от тях принадлежат към една и съща категория, не следва непременно, че всички те се състоят от метеорити, които имат еднакви или сходни родителски тела. Всъщност по-често те са несвързани. От друга страна, възможно е метеорити от различни категории да имат общ произход.
Ако голям астероид се стопи по някаква причина, неговите по-плътни метални компоненти потъват към центъра му (ядрото), докато по-малко плътният му скалист материал образува мантия около него, подобно на това, което се е случило със Земята. Този процес на разделяне е известен като геохимична диференциация. Когато по-късно диференцираният астероид бъде разбит от сблъсъци, образци от неговата скалиста мантия, железно ядро и контактната зона ядро-мантия могат да бъдат представени в трите основни категории метеорити – каменни, каменно-железни и железни. Така за изследователите става трудно да определят кои видове метеорити са свързани помежду си и кои не, както и да идентифицират произхода им и процесите, които са отговорни за огромното разнообразие, срещано сред тях. Каменните метеорити се разделят на два основни типа – хондрити и ахондрити.

## Хондрити
Хондритите са физически и химически най-примитивните метеорити в Слънчевата система и са най-разпространени измежду всички метеорити, паднали на Земята. Съставени са предимно от материал, който се е образувал в Слънчевата мъглявина преди, или по време на формирането на планетите. Съдържат и някои материали, предшестващи образуването на Слънчевата система. Състоят се главно от силикати – оливини – от фаялит до форстерит и пироксени – от феросилит до енстатит. Повечето хондрити са били термично или водно променени, когато са били част от своите родителски астероиди, но никой не е претърпял значително топене. Характерно за тях е, че съдържат малки сферични или елиптични образувания с размер 1 – 2 мм, наречени хондрули или хондри, които съставляват между 20 % и 80 % от обема на метеорита.
Хондритите се делят на 7 петрографски вида, които се различават по силата на топлинния метаморфизъм, на който са били подложени, и отразяват степента на химическо равновесие в съставящите ги минерали. Видовете от 1 до 3 представляват силно неуравновесени хондрити поради липса на топлинен метаморфизъм, докато тези от 4 до 7 са уравновесени поради разширени термични процеси. Те са били изложени на нарастване на топлинния метаморфизъм, който е довел до по-голямо изменение на хондрулите. Групите и клановете на метеоритите се маркират с латински букви, означаващи принадлежността им към някоя група, последвани от цифрата на петрографския им тип.
В зависимост от степента на окисляване и от съдържанието на желязо, хондритите се делят на 4 големи класа – въглеродни (C), обикновени (O), енстатити (E) и други (R, K и F). В същия ред в тях намалява количеството на окисленото дву- и тривалентно желязо.

### Клас Въглеродни хондрити
Химичният състав на въглеродните хондрити съответства на този на Слънцето повече отколкото при всеки друг вид хондрити. Образувани са в богати на кислород области на ранната Слънчева система, затова при по-голямата част от тях няма метали в свободно състояние, а се срещат под формата на силикати, оксиди, или сулфиди. Повечето от тях съдържат вода или минерали, които са били променени в присъствието на вода. Някои съдържат големи количества въглерод, както и органични съединения като аминокиселини. Разделени са на 4 клана, които съдържат общо 8 групи.
Клан CI – съдържа само една група. Тези хондрити са разпределени в отделен клан, защото нищо не ги свързва с групите в останалите кланове.
- CI група – Към тази група принадлежат 7 метеорита. Често се смятат за най-примитивните тела в Слънчевата система, тъй като съставът им е близък до този слънчевата фотосфера. Принадлежат към петрографски тип 1, т.е. били са до голяма степен обект на водна промяна.[6][8]

Клан CM-CO – тук са включени най-разпространените въглеродни хондрити.
- CM група – тип Мигей. Показват по-малка водна промяна, така че някои хондрули са добре запазени. Характеризират се със сравнително дребни хондрули, които се състоят от оливин и са разпръснати из цялата черна матрица, заедно със светло оцветени включвания.
- CO група – тип Орнан. Съдържат много по-малки хондрули, опаковани в гъста матрица и представляват над 70% от целият обем на метеорита. Характерни са ясно видимите, малки включвания на свободен метал, най-вече никел-желязо.[6][8]

Клан CV-CK
- CV група – тип Вигарано̀. Структурата и съставът им са по-близки до тези на обикновените хондрити. Съдържат големи, добре оформени хондрули, разпръснати в тъмносива матрица, богата на желязо и оливин и заемащи около 30% от метеорита. Те са съставени от голямо количество магнезий и оливин, често заобиколен от железен сулфид. Метеоритите от тази група съдържат и бели, неправилни включвания с различен размер, които често заемат над 5% от метеорита. Към тях спадат 3 подгрупи – CVA, CVB и CVR.[3][6][8]
- CK група – тип Карунда. Те са силно окислени, тъмносиви или черни, поради съдържанието на висок процент магнетит, който е раздробен в матрица от тъмни силикати, състоящи се от големи количества желязо, оливин и пироксен. По-голямата част от хондрулите са с порфирна структура.[3][6][8]

Клан CR
- CR група – тип Ренацо. Характеризират се с големи хондрули, богати на порфирити, форстерит или енстатит. Матрицата заема от 40 до 70% от обема на хондрита, хидратирана е и съдържа филосиликати, магнетити, карбонати и сулфиди.[3][8]
- CH група – тип Високометален (High-Metal-Type). При хондритите „H“ означава „високо съдържание на метал“ и метеоритите от CH съдържат до 15% никел-желязо. Матрица почти липсва и се отличават с малки, фрагментирани хондрули, като съвсем минимална част от тях са останали непокътнати.[6][8]
- CB група – тип Бенкубинити. Разделени са на 2 подгрупи – CBa и CBb. Това е новосъздадена група, наречена на метеорита Бенкубин, открит през 1930 г. в Австралия. Съдържат повече от 50% никел-желязна сплав и могат да се разглеждат като истински каменно-железни метеорити, но минералогичните им и химични свойства ги отличават от тях и ги причисляват към въглеродните хондрити.[8] Характерно за тях е, че в областите между металните и силикатни хондрули всички те съдържат ударна стопилка.[6]

С Негрупирани
Някои въглеродни хондрити не се вписват в приетите групи, но могат лесно да бъдат класифицирани като въглеродни хондрити. Обикновено те са определяни като C разгрупирани/негрупирани или „Cungr“. В много случаи имат характеристики, които са междинни между хондритните групи. Могат да бъдат аномални членове на някоя хондритна групи или първите представители на нова група.

### Клас обикновени хондрити
Хондритите от този клас са определени като обикновени, защото са най-често срещаните каменни метеорити и представляват повече от 85% от всички хондрити, паднали на Земята. Те произхождат от първичната материя и са по-стари от всички минерали, известни на Земята. Състоят се от силикатна матрица, съдържаща частици от никел-желязо и хондрули, съставени от силикати и понякога свободни метали. Характеризират се с изобилие от големи хондрули с различни текстури и минерален състав. Съдържат само един клан, който, въз основа на различното съдържание на метал и минерални съставки, е разделен на три отделни групи.
Клан H – L – LL
- H група – тип с високо желязно съдържание. Тези хондрити принадлежат към петрографски видове от 3 до 7. Съдържат желязо от 25 до 31% от общото си тегло, като от него само 15 до 19% се намира в свободна, редуцирана форма. Първичните минерали са оливин и бронзит, разновидност на ортопироксена.[9]
- L група – тип с по-ниско желязно съдържание. Съдържат желязо от 20 до 25% от теглото си, но само от 4 до 10% се намират в свободно състояние. Също принадлежат към петрографските видовете от 3 до 7. Съставени са от магнетит, никел-желязо, оливин и разновидността на ортопироксена – хиперстен.[9]
- LL група – тип с ниско съдържание на желязо и метали, образувани при по-окислителни условия отколкото Н или L хондритите. Обикновено съдържат желязо от 19 до 22% от теглото си, но само 1 до 3% са свободни метали. Принадлежат към петрографски видове от 1 до 7, без подчертан максимум.[9]

### Енстатит хондрити
Хондритите от тази група носят името на тяхната основна съставка – минерала енстатит и се различават в много отношения от обикновените и въглеродните хондрити. Предполага се, че са образувани близо до Слънцето в среда, бедна на кислород, тъй като почти цялото желязо се намира в много редуцирана форма и е изчерпано дори в пироксена. Състоят се главно от желязо в свободно състояние и силикати, в които желязото почти липсва.
Според степента на термичен метаморфизъм този клас хондрити е разделен на 3 петрографски типа – Е4, Е5 и Е6. В зависимост от съдържанието на желязо класът на енстатитит хондритите се разделя на две групи.
Клан EH – EL
- EH група – с високо съдържание на желязо, около 10% метали, 3% силиций и силно редуцирани минерали, включващи нинингерит и периит. Отличават се с малки хондрули с размер до 0,2 mm.[11]
- EL група – с по-ниско съдържание на желязо, около 10% метали, 1% силиций и изключително намален състав на минерали, включващи желязосъдържащ алабандит. Отличават се с умерено големи хондрули. Групата е от тип Е5, което означава, че членовете му са били подложени на метаморфизъм при условия, достатъчни за хомогенизиране на оливина и пироксена и всички нискокалциеви пироксени са превърнати в ортопироксен.[12]

### Други хондрити
Към другите хондрити са включени 3 групи, които се различават от всички останали хондрити по различни свои показатели и не се вписват лесно в съществуващите схеми.
- R група – тип Румурути, повечето от които принадлежат към петрографски тип 3. Съществуват и силно брекчозни членове, които показват различни литологии с петрографски тип от 3 до 6. Те са силно окислени и съдържат големи количества богат на желязо оливин. В тях практически няма свободен метал, тъй като по-голямата част от желязото е била окислена или се намира под формата на железни сулфиди. Повечето членове на групата съдържат големи количества благородни газове, имплантирани в скалата от слънчевия вятър.[10]
- K група – тип Какангари. Това са едни от най-редките метеоритни групи, намерени на Земята. Всички принадлежат към петрографски тип 3, богати са на железен сулфид и троилит и показват многобройни примитивни „бронирани“ хондрули.[10]
- F група – форстерит хондрити. Съставени са от оливин и чист магнезий, наречен форстерит. Причислени са към петрографски тип 3. Минералогията и окисляванета им ги поставят между H групата на обикновените хондрити и енстатитит хондритите.[3]

## Ахондрити
Ахондритите са каменни метеорити, формирани чрез топене на техните родителски тела. Въпреки че повечето ахондрити са фрагменти от астероиди, някои идват от Луната или Марс. Тяхна основна характеристика е липсата на хондрули – много малки, приблизително сферични обекти, образувани в Слънчевата мъглявина. Тя се използва, за да се разграничат двата вида каменни метеорити – хондрити и ахондрити.
За разлика от другите каменни метеорити, ахондритите не са части от първичния материал, а са продукт от ранните етапи на изграждането на планетите и астероидите, когато материалът се събира под влиянието на гравитацията, за да образува протопланети. Образувани са от хондритна материя в резултат на нейното топене и диференциране в условията на планетарни тела. Хондрулите липсват, тъй като са разкристализирали, вследствие на което текстурата на ахондритите е едрозърнеста.
Ахондритите съставляват около 4 % от известните метеорити и са сходни по външен вид с магмените скали от земен произход, които са с ниско съдържание на силициев диоксид като базалти, перидотити и пироксенити. Главните минерали, които влизат в състава им са ромбични пироксени – около 50%, оливин, диопсид – около 12% и плагиоклази – около 25%. Пироксените са представени от енстатит и хиперстен, а плагиоклазите – от анортит и албит. Второстепенните минерали са ортоклаз, плесит, шрайберзит, авгит, хромит, диамант и други.
Според произхода си ахондритите се разделят на 4 групи – примитивни, астероидни, лунни и марсиански.

### Примитивни ахондрити (РАС група)
Примитивните ахондрити, наричани още PAC група, носят това име, тъй като техният химичен състав е примитивен – подобен на състава на хондритите, но текстурата им е магнитна, показателна за процесите на топене. Класифицирани са в 5 различни групи.
Клан Акапулкоит-лодранити
Акапулкоити
Обикновено акапулкоитите са съставени главно от финозърнест оливин, ортопироксен, малко плагиоклаз, никел-желязна сплав, железен сулфид и троилит. Минералният им състав е междинен между този на Е и Н хондритите. Някои от тях съдържат съвсем малки количества реликтни хондрули. Те са резултат от непълен процес на топене, който не е стигнал дотам, че да достигне химическо и минерално равновесие.
Лодранити
Веществото, от което са съставени лодранитите, е претърпяло само умерена степен на топене и прекристализация. Тъй като акапулкоитите и лодранитите имат сходни минерален и кислород-изотопен състав се смята, че са образувани от едно и също родителско тяло, но водят своя произход от по-голяма негова дълбочина в сравнение с акапулкоитите, където са били подложени на по-интензивна и продължителна термична обработка. Съдържат силикатни минерали – оливин, ортопироксен, незначително количество плагиоклаз и троилит, както и никел-желязна сплав. Начало – 
Уреилити
Това е основната група примитивни ахондрити, представена от почти 200 известни екземпляра, а по други данни – от 440. Урелитите са разделени на две главни групи – мономиталната основна група и по-рядко срещаната група полимитици. Мономиталните се състоят от брекчи, съставени от седиментни скали, съдържащи само един минерален вид, а полимитиците включват по няколко вида минерали. Освен това са разделени и на три основни типа – оливин-пижонит, оливин-ортопироксен и полимикт уреилити. Съдържат оливин, пироксени, малки количества графит и микродиаманти в гънките между другите минерали, смесени с метал, сулфиди и незначително количество силикати. Съдържат изобилие от уловени благородни газове и въглерод, които вероятно са включени в скалите при по-късно инжектиране в тях от слънчевия вятър.
Брахинити
Брахинитите са богати на оливин и показват разнообразна петрология. Съдържат предимно дребни оливинови зърна, като между тях са разпръснати малки количества авгит, плагиоклаз, хромит, шпинел, троилит, железни сулфиди и следи от ортопироксен, фосфати и никел-желязо. Свободен метал се среща много рядко, или въобще отсъства, въпреки че те съдържат общо до 20% желязо, главно под формата на богат на желязо оливин.
Юнонаити
Юнонаитите са група метеорити, чиито химичен и минерален състав е подобен на този на хондритите, а текстурата им е рекристализирала, ахондритна. Юнонаитите са претърпели обширен термичен метаморфизъм, което е довело до частично топене на железните компоненти и възможно частично топене на силикатите. Минералният им състав е междинен между тези на Е и Н хондритите.

### Астероидни ахондрити
Астероидните ахондрити, наричани още еволюирали ахондрити, са наречени така, защото са диференцирани върху астероидно родителско тяло. Това означава, че техният минералогичен и химичен състав е променен чрез процеси на топене и кристализация. Те са разделени на няколко групи:
Метеорити от Веста (HED метеорити)
Предполага се, че произходът на HED метеоритите е от астероида Веста. Групата е кръстена на началните букви на трите подгрупи: Хауадрити, Еукрити и Диогенити. Еукритите и диогенитите са базалтови магмени скали, а хауардитите са брекчи, съставени от механични смеси от еукрити и диогенити.
Еукрити
Еукритите са най-често срещаните ахондрити от клана HED метеорити. Образувани са от топенето на хондритите в кората на астероида 4 Веста. Състоят се от кристализирала лава и наподобяват по състав базалтовите скали на Земята. Базалтите се състоят главно от равни количества пироксен и плагиоклаз. Разделят се на три групи – базалтови, кумулативни и полимиктни.
Диогенити
Диогенитите са богати на едрозърнест ортопироксен, който е обилно натрупан по повърхността на базалтовата магма. Обикновено той е силно брекчиран и раздробен. Характеризират се с по-големи кристали от еукритите, което води до извода, че произхождат от по-големи дълбочини отколкото еукритите.
Хауадрити
Това са сложни брекчи, образувани при удар върху повърхността на родителското тяло, съдържащи еукрити, диогенити и някои хондритни материали. Хауардитите са типични реголити – хаотично изглеждаща смес от отломки от вулканични скали, която се е натрупала и втвърдила на повърхността на астероида и впоследствие е химически променена от космическите лъчи. Състоят се предимно от еукритен и диогенитен материал, който обхваща минимум 10% от обема им.
Други еволюирали астероидни ахондрити
Ангрити
Представляват кумулати, които не са претърпели значителна степен на прекристализация или метаморфизъм. Това са скали, образувани от гравитационно утаяване на кристали в стопилката. Те са минерално уникални базалти с магмен произход, образувани на повърхността на родителското тяло. Съставени са предимно от богати на Ca, Al и Ti пироксени (фасаит), оливин и анортитен плагиоклаз.
Обрити (енстатит ахондрити)
Обритите са метеорити от мономинерални магмени скали, съставени от едрозърнест енстатит без съдържание на FeO. Образувани са при изключително редуциращи условия и съдържат различни екзотични минерали, които не се срещат на Земята. Възможно родителско тяло на обритите е и малкият околоземен астероид 3103 Егер, който е единственият известен от Е-тип между близкоземните астрономически обекти.

## LUN група – Лунни метеорити
Лунните метеорити, събрани в групата LUN са метеорити, произхождащи от Луната, избити от удари на метеороиди. Представени са главно от реголитови брекчи, съдържащи фрагменти от базалти, габро, анортозити и вулканично стъкло с ударен произход. Основните скали на Луната са разделени на две групи – континентални, съдържащи предимно анортозити и морски, базалтови или габрови. Континенталните скали на Луната са предимно фелдшпатни брекчи и съдържат над 50% плагиоклаз във вид на анортит, който рядко се среща на Земята. Сред морските метеорити присъстват както обикновени базалти, така и базалтови брекчи. Лунните метеорити са разделени на 4 групи.
LUN A
Метеоритите от тази подгрупа са изградени от брекчи и се разделят на три типа – анортозитни реголитни планински брекчи, анортозитни фрагментирани планински брекчи и анортозитни ударни стопени брекчи. Реголитните планински брекчи произхождат от планини, разположени главно на обратната страна на Луната и се състоят от реголит и значителни фрагменти от плагиоклаз. Фрагментираните също произлизат от лунните планини, но се състоят не от реголит, а от брекчирани фрагменти на скали, намиращи се под лунната повърхност. Състоят се от анортозит, богат на калций плагиоклаз, пироксен, оливин, и някои други минерали. Ударните стопени брекчи се състоят от разтопени от удар брекчи и впоследствие слепени отново. 
LUN B – Морски базалти
Това са ахондрити от лунните морета, класифицирани като базалти с ниско съдържание на плагиоклаз и оливин и богати на желязо. В сравнение с планинските скали, морските базалти са по-млади, възникнали около милиард години след планините.
LUN G – Морско габро
Тази група включва брекчирани и небрекчирани лунни метеорити с едрозърнеста структура. Формирани са при удар, който предизвиква литификация и в дълбочина, където се образуват фрагментарни брекчи. По състав принадлежат към габрото – скала, състояща се предимно от плагиоклаз, под формата на анортит, и пироксен във вид на пижонит и авгит.
LUN N – Норити
Единственият известен представител на групата е намерен на три части в Западна Сахара и наречен NWA 773. Представлява вид скала, открита от орбита на няколко места по повърхността на Луната. Норитът е вид габро, едрозърнеста интрузивна скала, съдържаща като основен минерал лабрадорит, различаваща се от габрото по присъствието на хиперстен като доминиращ мафичен минерал.

### SNC Група – Марсиански метеорити
Марсианските метеорити са скали, образувани на Марс и изхвърлени от планетата, вероятно при сблъсъци с астероиди. Някои от тях са преминали през междупланетното пространство и са паднали на Земята. Името SNC идва от началните букви на трите основни вида марсиански метеорити – шерготити, нахлити и шасинити.
Типовете скали, представени в марсианските метеорити, са базалт, лерцолит, клинопироксенит, дунит и ортопироксенит, които имат различни пропорции между минералите. Категоризирани са въз основа на техните петрологични и геохимични характеристики, в четири групи – шерготити, нахлити, шасинити и ортопироксинити. Тъй като по-късно са идентифицирани още екземпляри от групата, някои от които не се вписват добре в съществуващите типове, са създадени и подгрупи.
Шерготити
Шерготитите са най-често срещаната група марсиански метеорити, открити на Земята. Състоят се от базалтови вулканични скали, застинали на повърхността от лавови потоци. В зависимост от съдържанието им, се делят на три подгрупи – базалтови шерготити (S-B), лерцолитни шерготити и преходни членове. При базалтовите шерготити преобладаващото минерално съдържание е от пироксен и плагиоклаз. Лерцолитните са кумулати, при които лерцолитът е изграден главно от пироксен и оливин, а преходните членове представляват базалтови брекчи.
Нахлити
Нахлитите са кумулати на клинопироксена и са съставени от финозърнест, зеленикаво-кафяв материал. Съдържат предимно авгит и редки минерали, които биха могли да възникнат само в присъствието на течна вода. Образувани са от базалтова магма, натрупана от най-малко 4 изригвания.
Шасинити
Това е много рядка група метеорити, която обхваща само от два члена. Състоят се главно от оливин и също съдържат минерали, които могат да възникнат само в присъствието на вода. И двата са марсиански дунити с подобни текстури и минералогия.
Ортопироксенити
Досега е известен само един представител на тази група, намерен във вечния лед на Антарктика. За разлика от другите марсиански метеорити, той се състои почти изключително от минерала ортопироксен и е доста по-възрастен от останалите ахондрити. Този метеорит става особено известен със своите микроскопични включвания, които имат структури, напомнящи на изкопаеми бактерии.
Негрупирани
Съществуват няколко метеорита с марсиански произход, които не могат да бъдат отнесени към нито една от групите. Такъв е NWA 7034 (Черната красавица), който съдържа десет пъти повече вода от другите марсиански метеорити, открити на Земята. Съставен е от фрагменти от базалт, образуван от бързо охладена лава и съдържа предимно фелдшпат и пироксен, най-вероятно резултат от вулканична дейност.